# Szałkar
Szałkar (kaz. Шалкар) – miasto w Kazachstanie; w obwodzie aktobskim; 27 898 mieszkańców (2018). Przemysł spożywczy, włókienniczy.